# Региональная держава
Региональная держава — условное, неюридическое обозначение государств, которые благодаря своему экономическому и военному потенциалу оказывают определяющее политическое влияние на систему международных и международно-правовых отношений в отдельных макрорегионах Земли, значительно превышающее таковое у соседних государств вплоть до региональной гегемонии.
Такое положение региональных держав в макрорегионе подобно положению великих держав (сверхдержав) в общемировом масштабе.

## Определение
Существование региональных держав отражает многополярность всего современного мира и полярность самих макрорегионов. Чаще всего (кроме нескольких случаев когда региональная держава является также великой) региональные державы играют важную роль в макрорегионе, но не в мировом масштабе.
Европейский консорциум политических исследований определяет региональную державу как «государство, принадлежащее географически определённому региону, доминирующее в этом регионе в экономических и военных понятиях, способное оказывать гегемонирующее влияние в регионе и потенциально в мировом масштабе, склонное использовать для этого свои сильные ресурсы, признаваемое или даже почитаемое как региональный лидер своими соседями».
Немецкий институт глобальных и локальных исследований утверждает, что региональная держава должна:
- быть частью определённого региона в его идентичности;
- претендовать быть региональной силой (самовыражаться таковой);
- проявлять определённое влияние в регионе в идеологии;
- располагать сравнительно более высокими военными, экономическими, демографическими, политическими и идеологическими возможностями;
- быть хорошо интегрированной в регион;
- придавать высокое значение региональной безопасности;
- оцениваться как региональная сила другими государствами в регионе и за его пределами, особенно другими региональными державами (если таковые есть);
- отличаться плотным участием в региональных и глобальных форумах[2].

## Исторические региональные державы
Историческими региональными державами были: 
- в Европе —  Австро-Венгрия и  Шведская империя
- в Азии —  Япония

## Современные региональные державы
Ниже приведены по макрорегионам и в алфавитном порядке государства, расцениваемые как региональные державы в официальных международных отношениях и политологами, аналитиками и прочими экспертами. Эти государства в большой степени отвечают вышеприведённым критериям региональных держав, хотя различные эксперты имеют несколько разные мнения о том, какие государства являются региональными державами. Региональные державы, являющиеся одновременно великими державами, выделены жирным шрифтом.
| Регион                        | Страны — региональные державы                                            |
| ----------------------------- | ------------------------------------------------------------------------ |
| Ближневосточная Азия          | Израильa Иранb Саудовская Аравияb Турция (также частично в Южной Европе) |
| Восточная Азия                | Китай Япония Южная Корея                                                 |
| Южная Азия                    | Индия Пакистан                                                           |
| Юго-Восточная Азия            | Индонезия Вьетнам                                                        |
| Англо-Америка                 | США (сверхдержава) Канада                                                |
| Латинская Америка             | Бразилия Мексика                                                         |
| Северная Африка               | Египет (также частично на Ближнем Востоке)a Алжир                        |
| Западная и Центральная Африка | Нигерия                                                                  |
| Южная Африка                  | ЮАР                                                                      |
| Западная Европа               | Великобритания Германия Испания Италия Франция                           |
| Восточная Европа              | Россия (также частично в Центральной Азии)                               |
| Океания                       | Австралия                                                                |

Примечания к таблице
a региональные державы Леванта
b региональные державы Персидского залива